# St. Nikolaus (Hügelshart)

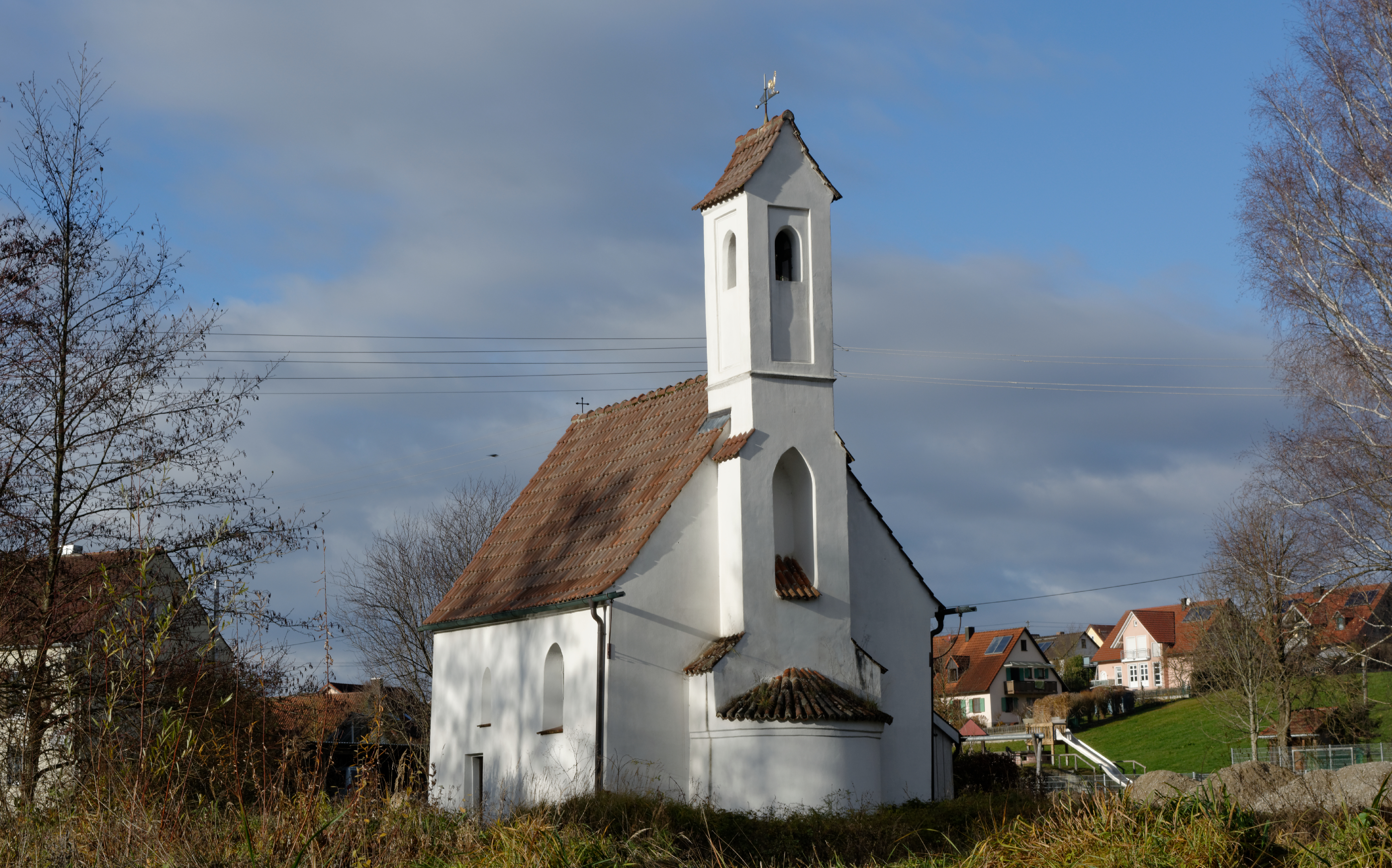
St. Nikolaus in Hügelshart

Die katholische Filialkirche St. Nikolaus ist ein Baudenkmal in Hügelshart bei Friedberg in Bayern.

## Geschichte
Die kleine Kirche St. Nikolaus wurde wohl in der ersten Hälfte des 13. Jahrhunderts erbaut. Damit ist sie eine der ältesten Kirchen in der Region. Ihre Geschichte könnte sogar noch weiter zurückreichen, da die Verehrung des heiligen Nikolaus im Bistum Augsburg  auf Bischof Ulrich zurückgeht. Die Kirche wurde im 18. Jahrhundert mehrfach umgebaut. 1993 wurden ein Volksaltar und ein Sakristeianbau ergänzt, sowie die Raumschale an das Raumkonzept angeglichen. St. Nikolaus ist eine Filialkirche der Pfarrei St. Michael in Ottmaring.

## Baubeschreibung
Es handelt sich bei St. Nikolaus um einen schlichten Saalbau mit kleiner, nischenförmiger und halbrunder Apsis und einem quadratischen Chorturm mit Satteldach. Das kleine Fenster über dem Portal ist noch romanisch, die übrigen Fensteröffnungen gehen auf einen Umbau im 18./19. Jahrhundert zurück.

## Ausstattung
Der Altar in der Nische ist um 1745 entstanden und besteht aus einer gemauerten Mensa und einem dreiteiligen Aufsatz. Die spätgotische Marienstatue mit Jesuskind im Altar stammt aus der Zeit kurz vor 1500. Das Kruzifix am Chorbogen ist einige Jahre jünger und wie die Madonna modern gefasst. Links am Chorbogen findet sich eine Statue des hl. Wolfgang und rechts eine des hl. Nikolaus, welche beide aus der Zeit vor 1700 stammen und vermutlich von Bartholomäus Öberl gefertigt wurden.